# Artesunato/amodiaquina
 El artesunato/amodiaquina, que se vende bajo el nombre comercial de Camoquin, entre otros, es un medicamento utilizado para el tratamiento de la malaria.  Es una combinación en dosis fija de artesunato y amodiaquina.  Específicamente se recomienda para la malaria por Plasmodium falciparum aguda no complicada.  Se administra por vía oral.  
Los efectos secundarios comunes incluyen pérdida de apetito, náuseas, dolor abdominal, somnolencia, dificultad para dormir y tos.  La seguridad en el embarazo no está clara; sin embargo, el medicamento puede ser usado si otros no son posibles.  Se cree que es seguro para su uso durante la lactancia.  El artesunato y la amodiaquina son medicamentos antimaláricos, los que trabajan por diferentes mecanismos.
El artesunato/amodiaquina se lanzó comercialmente en 2007.  Está en la Lista de medicamentos esenciales de la Organización Mundial de la Salud, los medicamentos más efectivos y seguros que se necesitan en un sistema de salud.  El artesunato/amodiaquina está disponible como un medicamento genérico.  El costo mayorista en el mundo en desarrollo es de aproximadamente US$0,85 a 1,52 para un ciclo de tratamiento. En 2014 no se encontraba disponible comercialmente en los Estados Unidos ni en el Reino Unido.

## Usos médicos
Los primeros ensayos clínicos demostraron que una dosis de administración diaria era eficaz.  Posteriormente, se demostró clínicamente que era igual de efectivo que artemether/lumefantrina, aunque es probable que sea más efectivo en el uso con pacientes en condiciones reales debido a su dosificación diaria más simple en comparación con la dosis de artemether/lumefantrine que se suministra dos veces al día. 

## Sociedad y cultura
Artesunato/amodiaquina se lanzó comercialmente en 2007 como un tratamiento asequible para la malaria, ideado por DNDi en asociación con Sanofi-Aventis. 